# Endo (gruppo musicale)
Gli Endo sono stati un gruppo musicale statunitense formatosi nel 1995 a Miami, Florida. Dopo aver pubblicato due album in studio il gruppo si è sciolto nel 2007, per poi riformarsi nel 2011. Nel 2013 gli Endo pubblicano un terzo album indipendentemente, per poi sciogliersi nuovamente poche settimane più tardi.

## Formazione

### Formazione attuale
- Gil Bitton – voce (1995-2007, 2011-2013)
- Eli Parker – chitarra (1996-2007, 2011-2013)
- Derek Gormley – basso (2011-2013)
- Grover Norton – batteria (2012-2013)

### Ex componenti
- Zelick – basso (1995-2007)
- Joel Suarez – batteria (1996-2001, 2011)
- Joe Eshkenazi – batteria (2002-2007)

## Discografia

### Album in studio
- 2001 – Evolve
- 2003 – Songs for the Restless
- 2013 – Wake the Fuck Up